# Terval
Terval ist eine französische Gemeinde mit 2173 Einwohnern (Stand 1. Januar 2022) im Département Vendée in der Region Pays de la Loire. Die Gemeinde gehört zum Arrondissement Fontenay-le-Comte, zum Gemeindeverband Pays de la Châtaigneraie und zum Kanton La Châtaigneraie.
Sie entstand mit Wirkung vom 1. Januar 2023 als Commune nouvelle durch Zusammenlegung der bis dahin selbstständigen Gemeinden La Tardière, Breuil-Barret und La Chapelle-aux-Lys, die fortan den Status von Communes déléguées besitzen. Der Verwaltungssitz befindet sich in La Tardière.

## Gemeindegliederung
| Commune déléguée              | Ehemaliger INSEE-Code | PLZ   | Fläche (km²) | Einwohnerzahl (2022) |
| ----------------------------- | --------------------- | ----- | ------------ | -------------------- |
| La Tardière (Verwaltungssitz) | 85289                 | 85120 | 20,48        | 1.348                |
| Breuil-Barret                 | 85037                 | 85120 | 14,74        | 0560                 |
| La Chapelle-aux-Lys           | 85053                 | 85120 | 10,56        | 0265                 |

## Geographie
Terval liegt am östlichen Rand des Départements an der Grenze zum benachbarten Département Deux-Sèvres, ca. 1,5 Kilometer nordöstlich von La Châtaigneraie, ca. 55 Kilometer östlich von La Roche-sur-Yon und 65 Kilometer nordöstlich von La Rochelle.
Umgeben wird die Gemeinde von den neun Nachbargemeinden:
| Cheffois                                 | Saint-Pierre-du-Chemin                      | Moncoutant-sur-Sèvre (Deux-Sèvres) |
|                                          | Kompassrose, die auf Nachbargemeinden zeigt | Saint-Paul-en-Gâtine (Deux-Sèvres) |
| Saint-Maurice-le-Girard La Châtaigneraie | Loge-Fougereuse Saint-Hilaire-de-Voust      | Le Busseau (Deux-Sèvres)           |

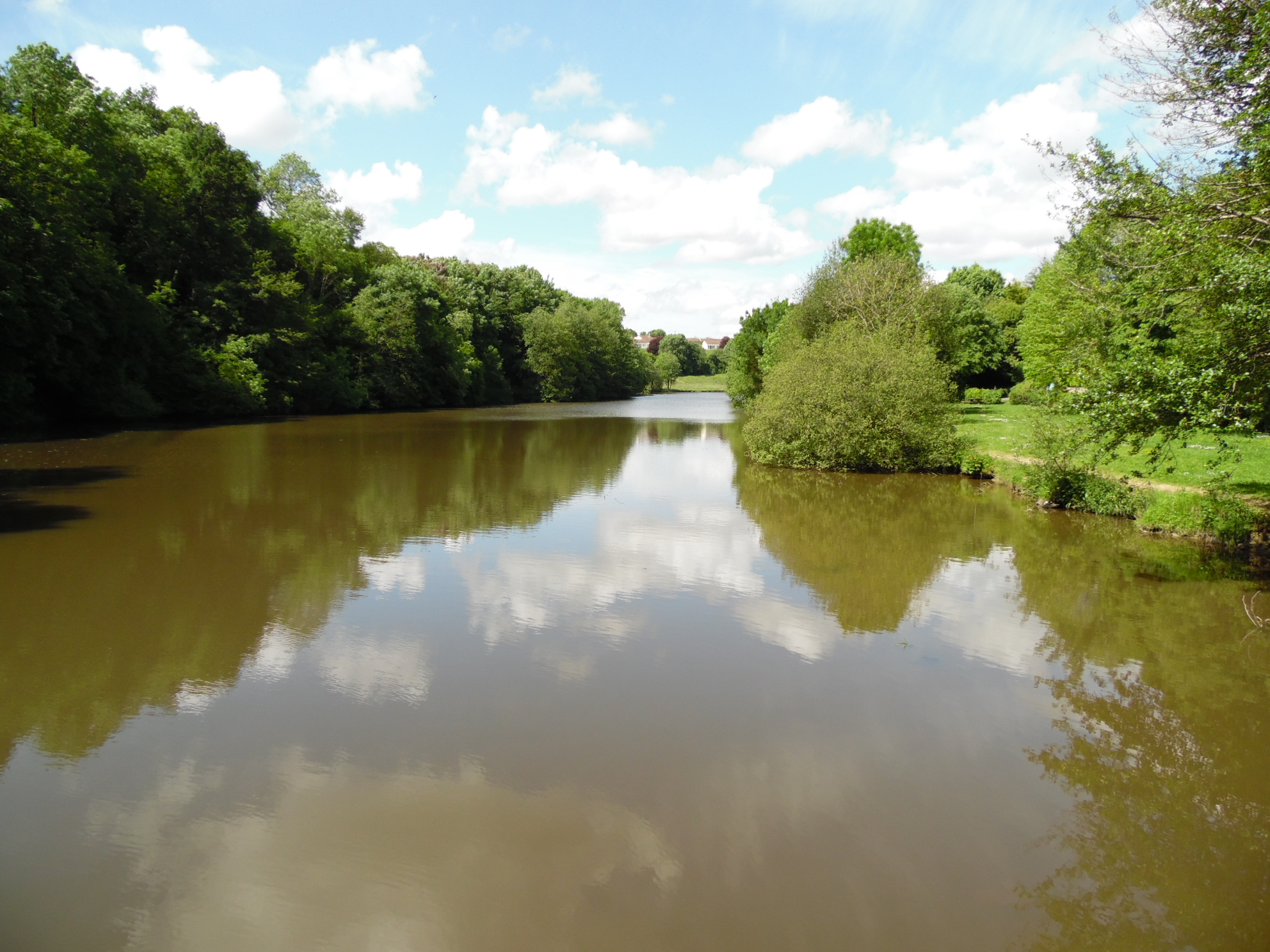
Fluss La Mère

Folgende wichtigsten Fließgewässer durchqueren das Gemeindegebiet:
- die Jarousselière durchquert den Ortsteil La Tardière und mündet in
  - die Mère, die das Gemeindegebiet zwischen den Ortsteilen La Tardière und Breuil-Barret bewässert,
- die Boursaudière bildet die natürliche Grenze zur Nachbargemeinde Cheffois und mündet in den
  - Loing, der im Ortsteil La Tardière entspringt,
- die Vendée bildet abschnittsweise die natürliche Grenze zur Nachbargemeinde Saint-Paul-en-Gâtine und durchquert den Ortsteil La Chapelle-aux-Lys.

## Sehenswürdigkeiten
| Name                                  | Ort                 | Bemerkungen                                                                 | Bild |
| ------------------------------------- | ------------------- | --------------------------------------------------------------------------- | ---- |
| Kapelle Notre-Dame de la Brossardière | La Tardière         | 16. Jahrhundert                                                             |      |
| Kirche Sainte-Quitterie               | La Tardière         | 14. Jahrhundert mit dem Unterbau des Glockenturms aus dem 12. Jahrhundert   |      |
| Kirche Saint-Hilaire                  | Breuil-Barret       | Ende des 15. und Beginn des 16. Jahrhunderts erbaut                         |      |
| Viadukt von Coquilleau                | Breuil-Barret       | Ende des 19. Jahrhunderts erbaut für eine heute stillgelegte Eisenbahnlinie |      |
| Kirche Saint-Maurice                  | La Chapelle-aux-Lys |                                                                             |      |
| Kapelle Chantemerle                   | La Chapelle-aux-Lys |                                                                             |      |
| Kapelle Chantemerle                   | La Chapelle-aux-Lys |                                                                             |      |
| Schloss Lys                           | La Chapelle-aux-Lys |                                                                             |      |

## Bildung
Die Gemeinde verfügt über die private Vor- und Grundschule Saint-André mit 84 Schülern im Schuljahr 2022/2023 im Ortsteil La Tardière und die private Vor- und Grundschule Sœur Emmanuelle mit 43 Schülern im Schuljahr 2022/2023 im Ortsteil Breuil-Barret.

## Sport und Freizeit
- Der GR 364, ein Fernwanderweg zwischen La Roche-Posay und Les Sables-d’Olonne durchquert das Gemeindegebiet.[4]

- Der Rundweg GRP „Tour du Pays de Mélusine“ durchquert ebenfalls das Gemeindegebiet.[5]

## Wirtschaft
Terval liegt in den AOC-Zonen
- der Buttersorten
  - Charentes-Poitou,
  - Charentes und
  - Deux-Sèvres und

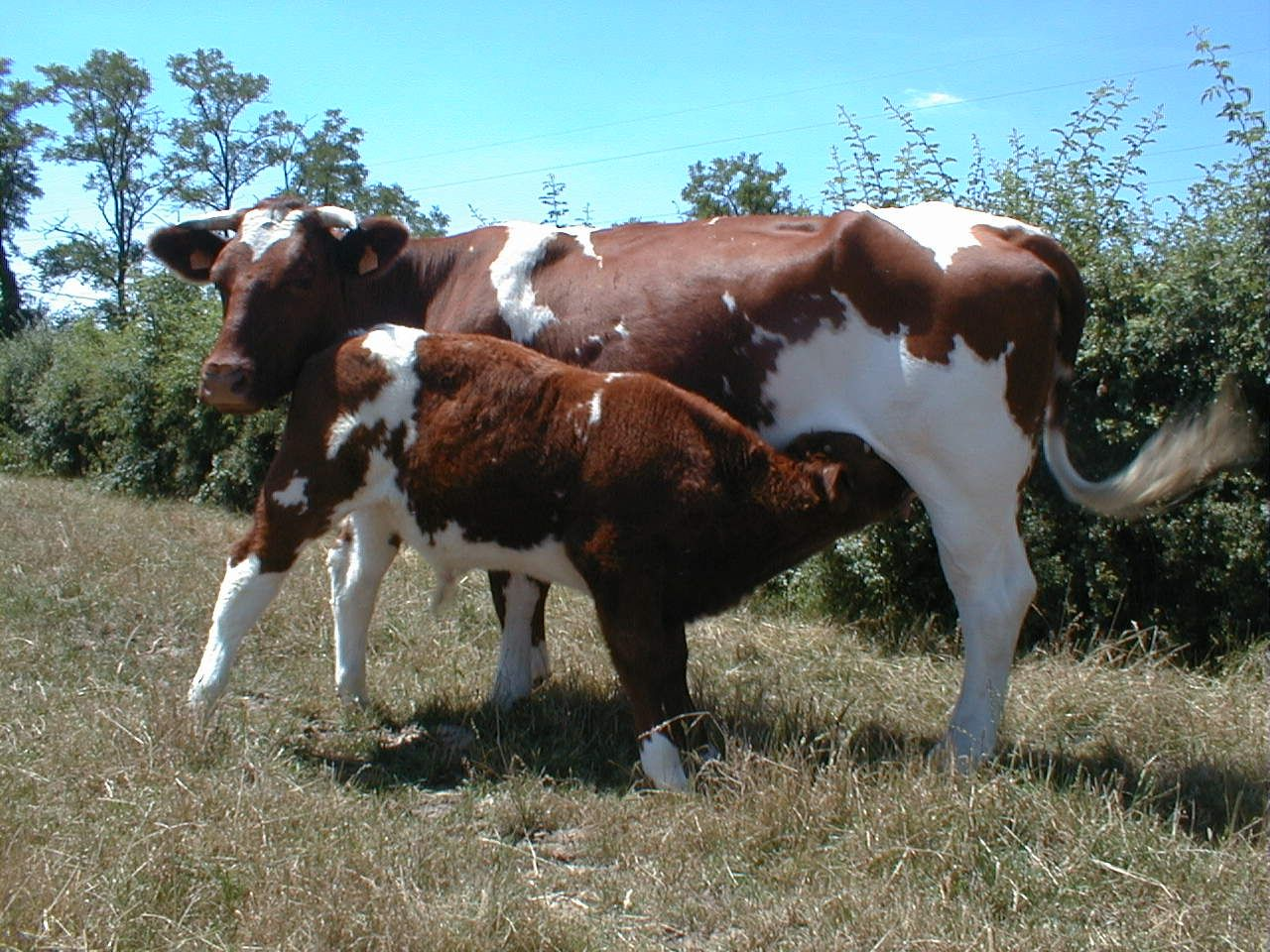
Mutterkuh und Kalb der Rinderrasse Maine-Anjou

- des Fleischs der Rinderrasse Maine-Anjou.[6]

## Verkehr
Die Route départementale 938ter, die ehemalige Route nationale 138ter, verbindet die Gemeinde in nordöstlicher Richtung mit Bressuire und in südwestlicher Richtung mit Fontenay-le-Comte. Ein Teilstück der ehemaligen Route nationale 138ter führt als Route départementale 2938T hierbei direkt in die Nachbargemeinde La Châtaigneraie.
Die Route départementale 949b, die ehemalige Route nationale 149, verbindet die Gemeinde in westlicher Richtung mit La Roche-sur-Yon und in östlicher Richtung mit Poitiers.